# Eurhinocricus tungurus
Eurhinocricus tungurus är en mångfotingart som beskrevs av Chamberlin 1955. Eurhinocricus tungurus ingår i släktet Eurhinocricus och familjen Rhinocricidae. Inga underarter finns listade i Catalogue of Life.